# Collector Swedish Open Women 2010
Collector Swedish Open Women 2010 spelades på Tennisstadion i Båstad mellan 5 juli och 10 juli 2010. Det var den 9:e upplagan av tävlingen.

## Mästare

### Singel
Aravane Rezai besegrade  Gisela Dulko med 6-3, 4-6, 6-4

### Dubbel
Gisela Dulko /  Flavia Pennetta besegrade  Renata Voráčová  /  Barbora Záhlavová-Strýcová med 7-6(0), 6-0